# Хайруллін Ільдар Амірович
Ільдар Амірович Хайруллін (нар. 22 серпня 1990, Перм) – російський шахіст, гросмейстер від 2007 року.

## Шахова кар'єра
Дворазовий чемпіон світу серед юніорів (2004, Іракліон, до 14 років, і 2005, Бельфор, до 18 років), а також бронзовий призер чемпіонату Європи серед юніорів (2002, Пеніскола, до 12 років).
Гросмейстерські норми виконав у Кирішах (2005, турнір Молодих зірок, посів 2-ге місце позаду Сергія Карякіна) і в Москві (2006, турнір Аерофлот Open і у фіналі чемпіонату Росії, в якому поділив 5-7-ме місце). Інших індивідуальних успіхів досягнув, зокрема, у таких містах, як:
- Перм – двічі (2002, 1-ше місце і 2003, поділив 1-місце разом з Олексієм Безгодовим),
- Серпухов (2003, поділив 2-ге місце позаду Дмитра Андрєйкіна),
- Самара (2003, посів 1-ше місце),
- Киріші – тричі (2003, поділив 2-ге місце позаду Яна Непомнящого, разом з Дмитром Андрєйкіними; 2004, поділив 1-місце разом з Сергієм Жигалко і Юрієм Кузубовим; 2005, посів 2-ге місце позаду Сергія Карякіна),
- Санкт-Петербург (2006, поділив 2-ге місце позаду Нікіти Вітюгова, разом з Михайлом Бродським) і 2010, посів 1-ше місце в чемпіонаті міста).

Примітка: Список успіхів неповний (поповнити від 2010 року).
Найвищий рейтинг Ело в кар'єрі мав станом на 1 квітня 2013 року, досягнувши 2660 очок займав тоді 86-те місце в світовому рейтинг-листі ФІДЕ, одночасно займаючи 19-те місце серед російських шахістів.